# Carole Arbo
Pour les articles homonymes, voir Arbo.
Carole Arbo, née en 1961 à Biarritz, est une danseuse française, ancienne danseuse étoile de l'Opéra de Paris et actuelle enseignante de l'institution.

## Biographie
Carole Arbo entre à l'école de danse de l'Opéra de Paris en 1973 et intègre le corps du Ballet de l'Opéra de Paris en 1979. Elle devient quadrille en 1980, coryphée en 1984, sujet en 1985, première danseuse en 1989, et est nommée étoile le 22 juillet 1993 après son interprétation de Myrtha dans Giselle. Durant sa carrière au sein de la troupe du ballet de l'Opéra, elle évolue dans de nombreux premiers rôles du répertoire et participe à de nombreuses créations mondiales. Elle quitte la scène en 2001 à l'issue d'une représentation à l'Opéra Garnier de Other Dances de Jerome Robbins aux côtés de Manuel Legris.
Elle devient ensuite professeur de danse classique (première division) à l'école de danse de l'opéra de Paris.

## Répertoire sélectif
- 1990 : Carmen de Roland Petit - Carmen
- 1991 : Le Train bleu de Bronislava Nijinska - Perlouse
- 1992 : La Sylphide de Pierre Lacotte - Effie
- 1992 : Retours de scène d'Odile Duboc, création mondiale
- 1993 : Giselle de Mats Ek - Bathilde/Myrtha
- 1993 : Giselle d'Adolphe Adam - Myrtha
- 1994 : Rythmes de valse de Roland Petit, création mondiale
- 1995 : Le Lac des cygnes de Rudolf Noureev - Odette/Odile
- 1995 : Sinfonietta de Jiri Kylian
- 1995 : Les Variations d'Ulysse de Jean-Claude Gallotta, création mondiale
- 1996 : La Bayadère de Noureev - Nikiya et Gamzatti
- 1996 : Annonciation d'Angelin Preljocaj - L'ange Gabriel
- 1998 : Rhapsody in Blue dOdile Duboc, création mondiale
- 1999 : Woundwork I de William Forsythe, création mondiale
- 1999 : Le Lac des cygnes version de Rudolf Noureev - Odette/Odile
- 1999 : La Sylphide de Pierre Lacotte - la Sylphide
- 2000 : Le Rire de la Lyre de José Montalvo, création mondiale
- 2000 : Capriccio de George Balanchine
- 2000 : Carmen de Roland Petit
- 2000 : Cendrillon version de Rudolf Noureev - Cendrillon
- 2001 : Raymonda version de Rudolf Noureev